# Небо: Теория и практика
«Небо: теория и практика» — семейный авиационный фестиваль, посвященный увлечениям и хобби. Центральная идея — небо и всё, что может в него взлететь: самолёты и вертолёты, воздушные шары и змеи, планеры и дроны, парапланы и космические спутники, межпланетные ракеты и наука будущего. Ежегодно на фестивале выступают лучшие пилоты и пилотажные группы малой авиации.
«Небо: теория и практика» проходит на аэродроме «Чёрное» у деревни Федурново городского округа Балашиха Московской области.
Предыстория фестиваля началась с проведения соревнований по воздушному бою среди авиамоделистов на аэродроме у деревни д. Середнево в 2013 году.
Первый фестиваль состоялся на аэродроме у деревни Десна в 2014 году. В программе были уже воздухоплавание, авиасимуляторы, ярмарка.
В 2021 году фестиваль прошёл на аэродроме Московского авиационно-ремонтного завода ДОСААФ. Впервые в рамках фестиваля прошли официальные соревнования по авиационным гонкам и вертолетному спорту. Пилотаж от чемпионов мира и Европы. Показательные и демонстрационные полеты. Выступления лучших пилотажных групп малой авиации России.
На территории фестиваля присутствовала экспозиция отреставрированных самолётов времён Великой Отечественной войны.
Также свой павильон установил Музей космонавтики.

## Галерея

2021 год
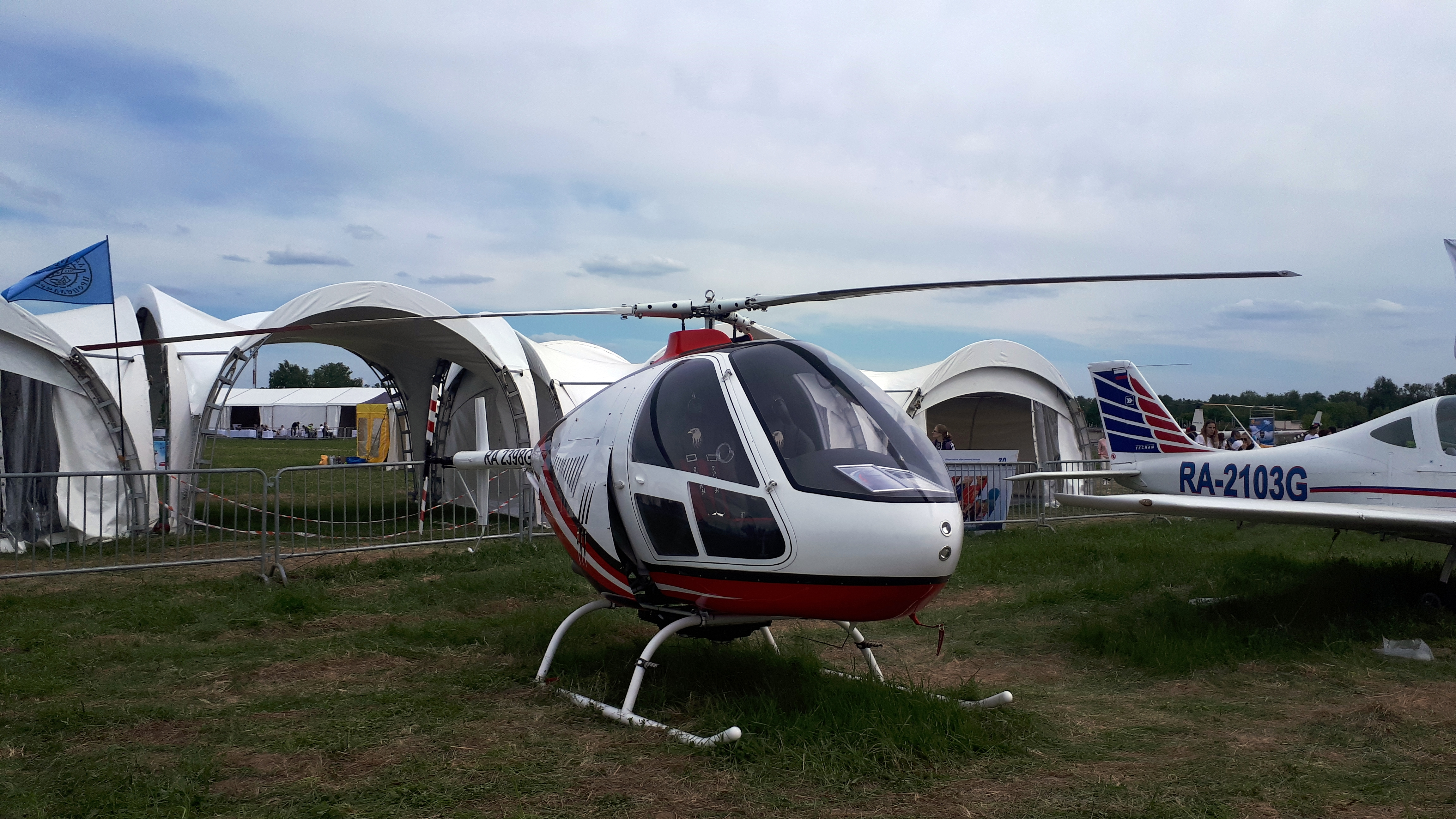
Вертолёт «Орлан»
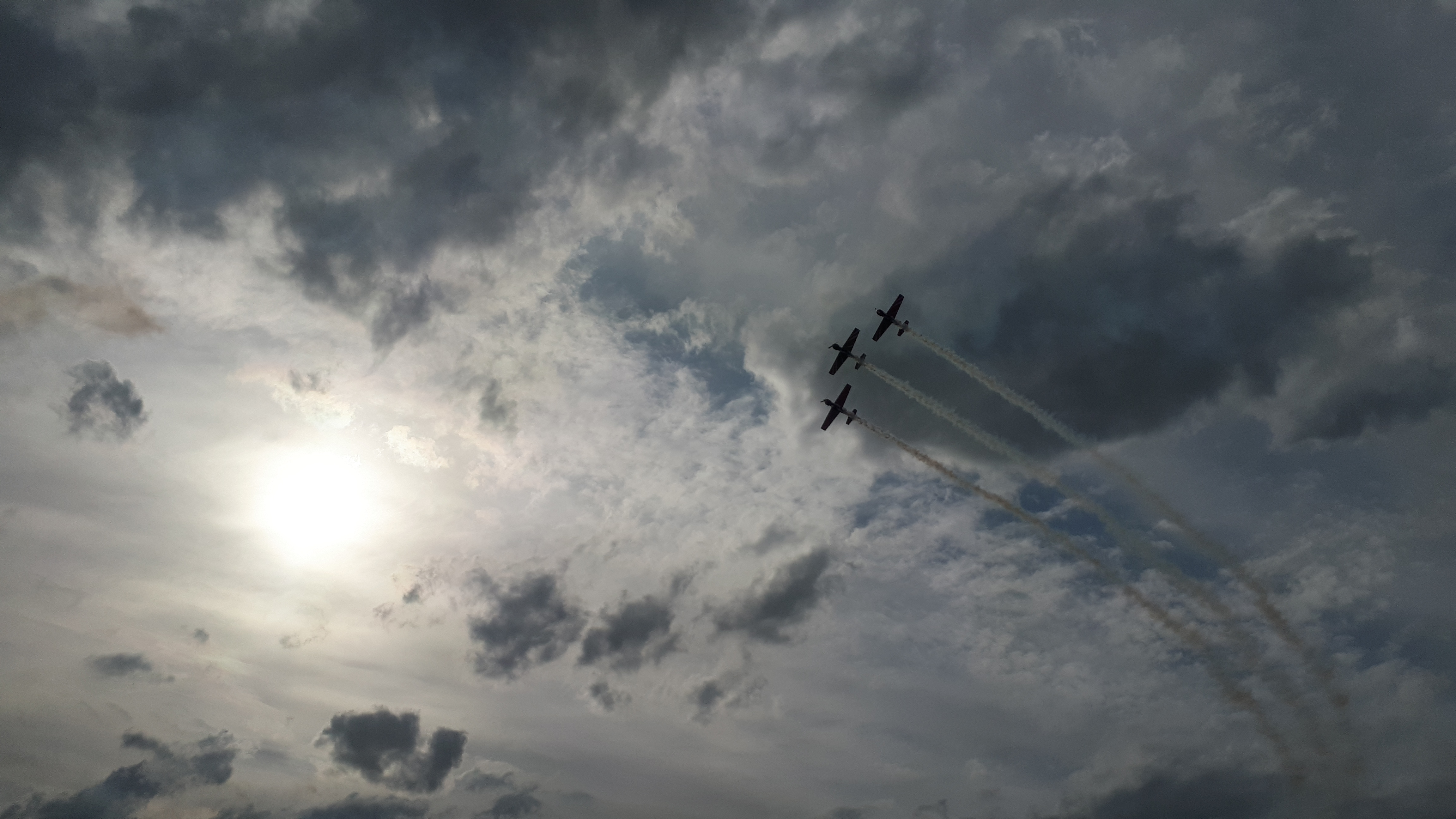
Пилотажная группа «Первый полёт»
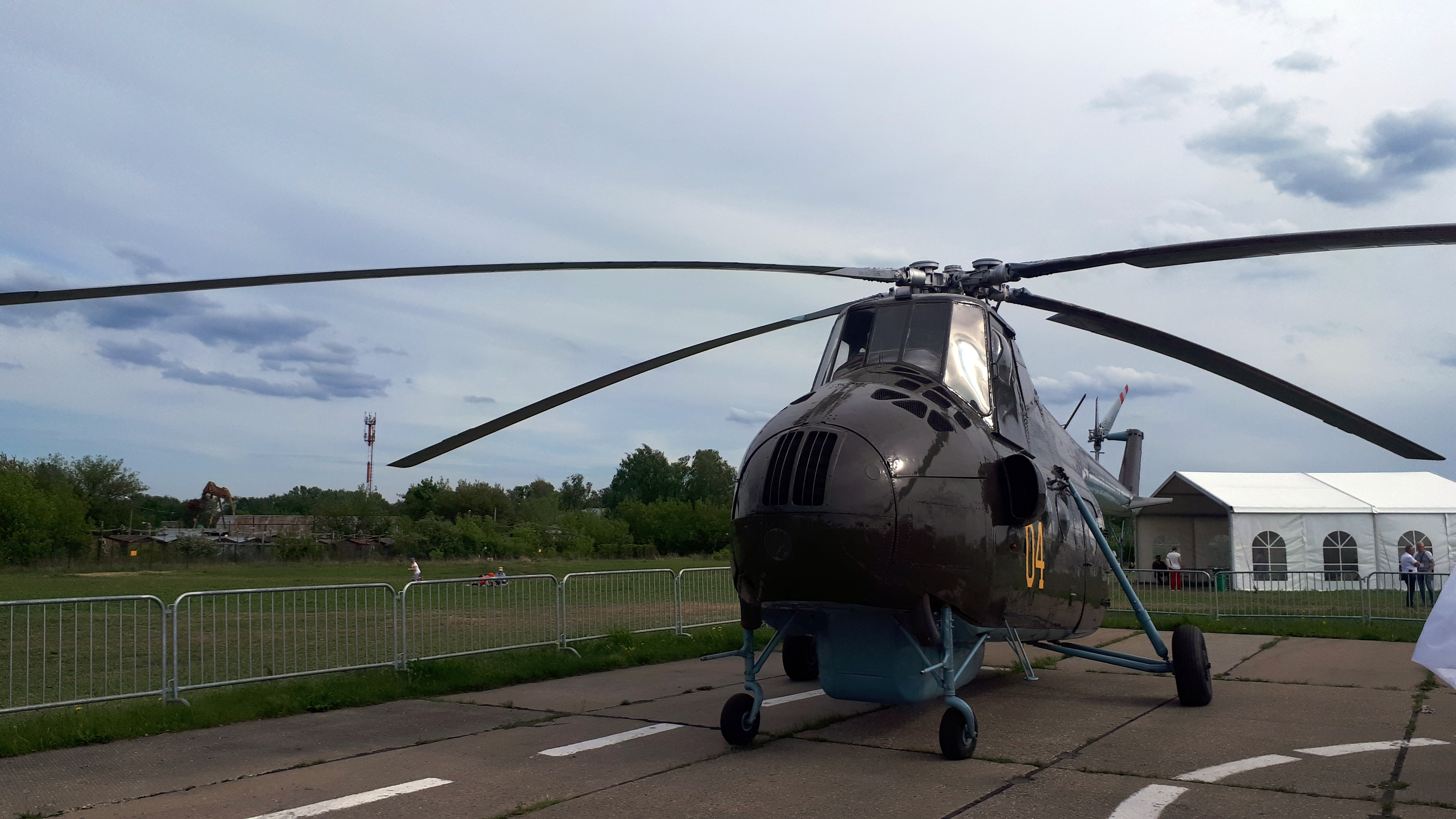
Ми-4 из коллекции Московского авиационно-ремонтного завода ДОСААФ.
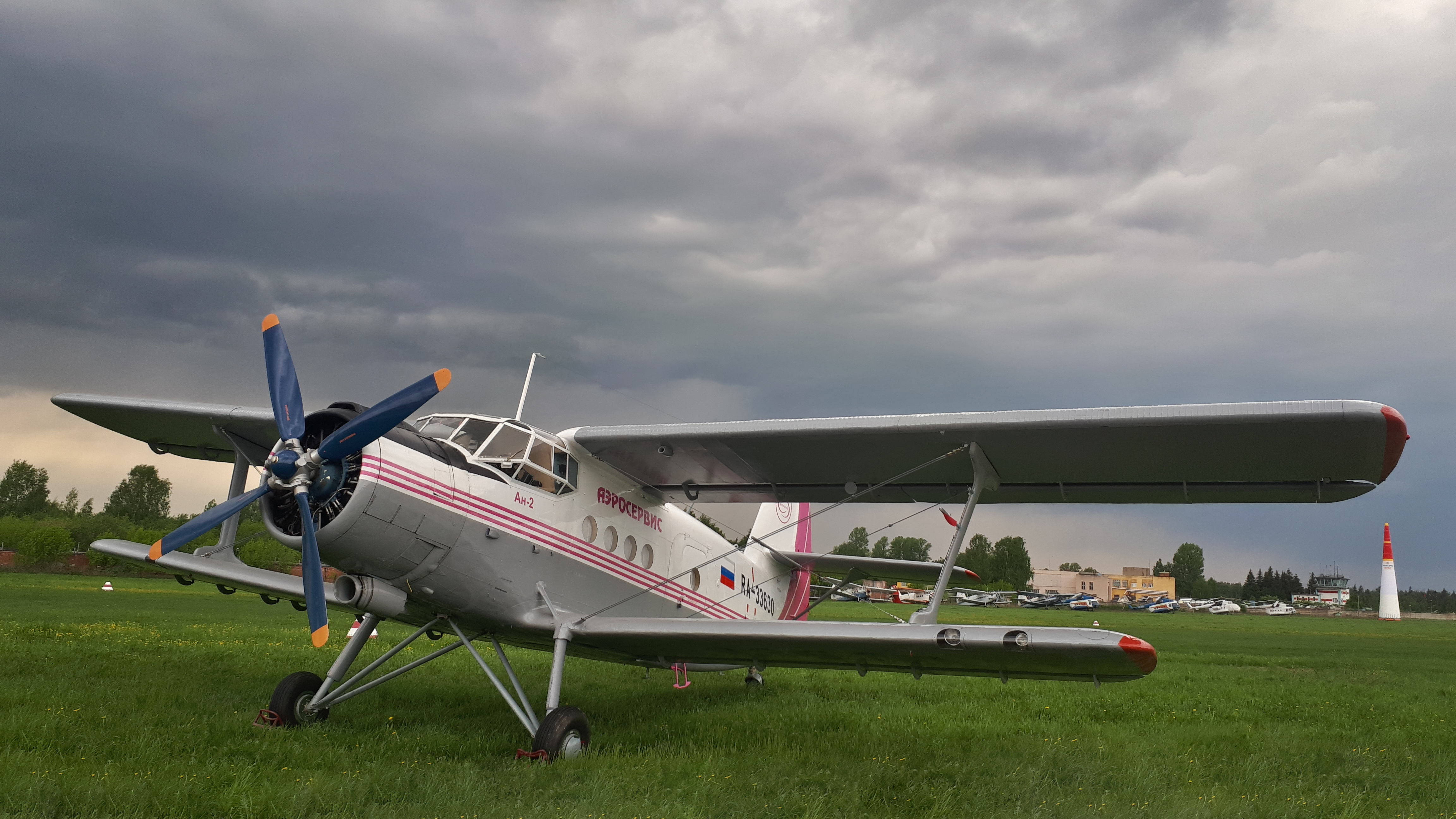
Ан-2

2022 год
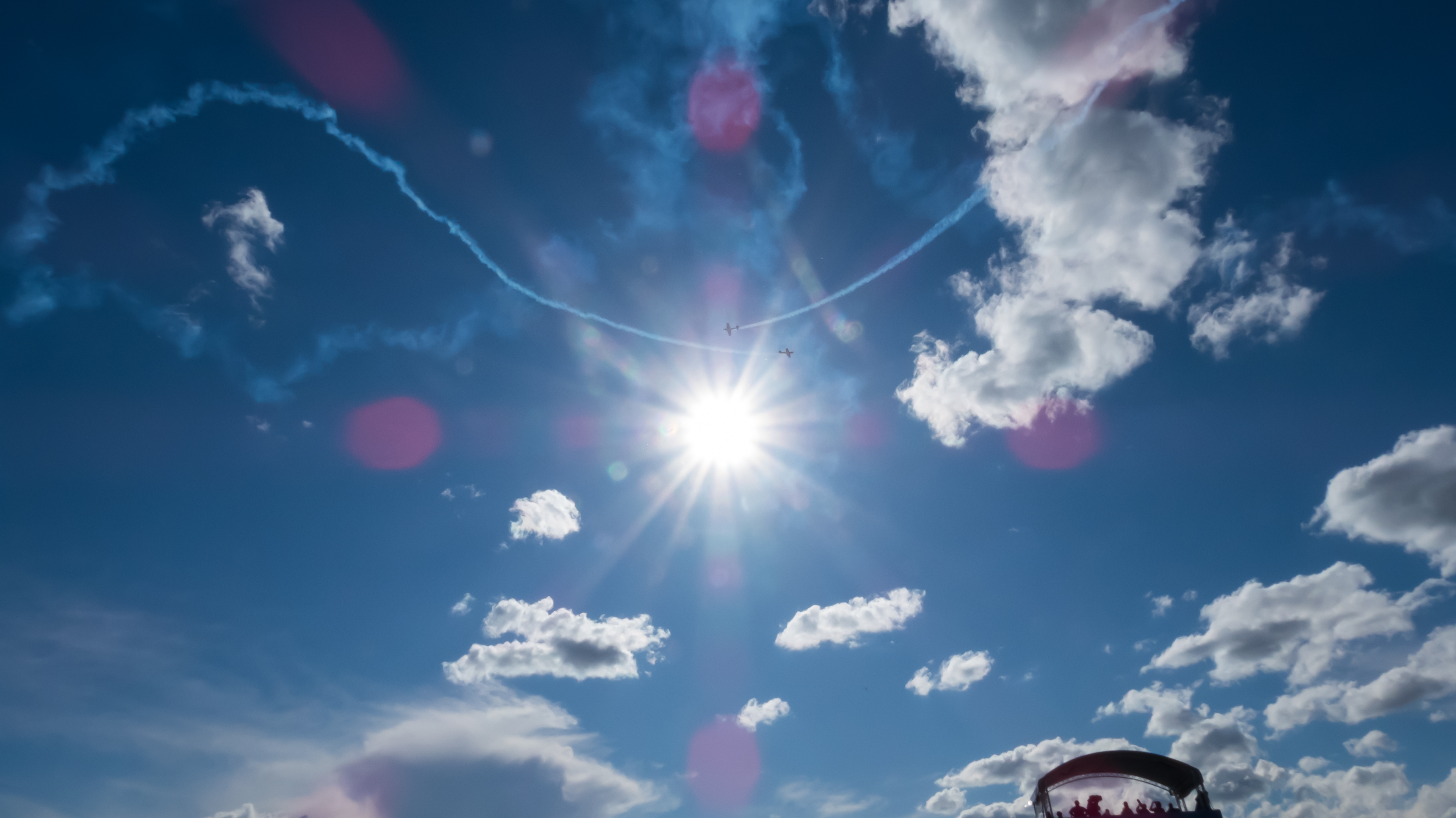
Выступление на Як-52
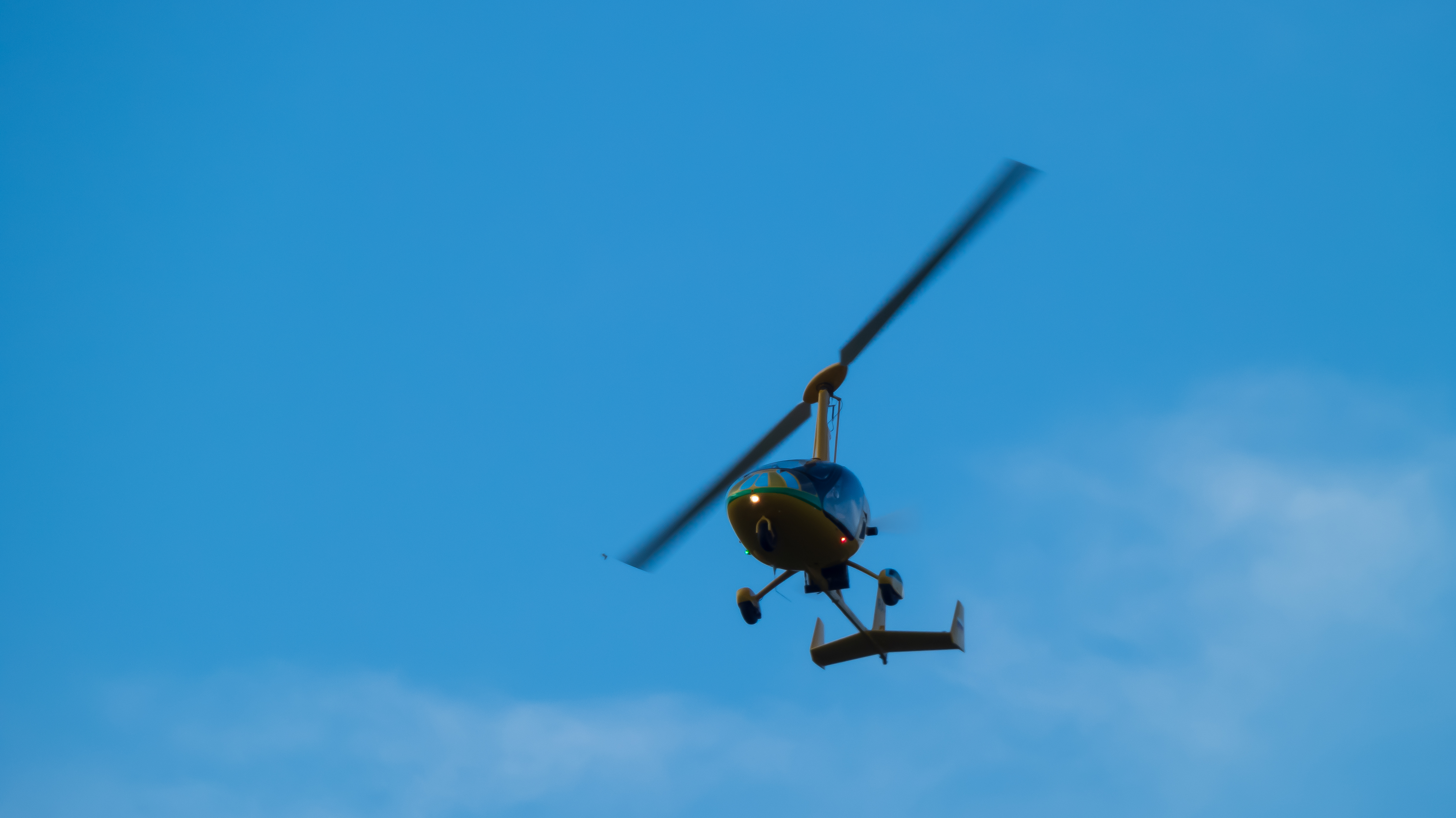
Автожир M-24 «Орион»
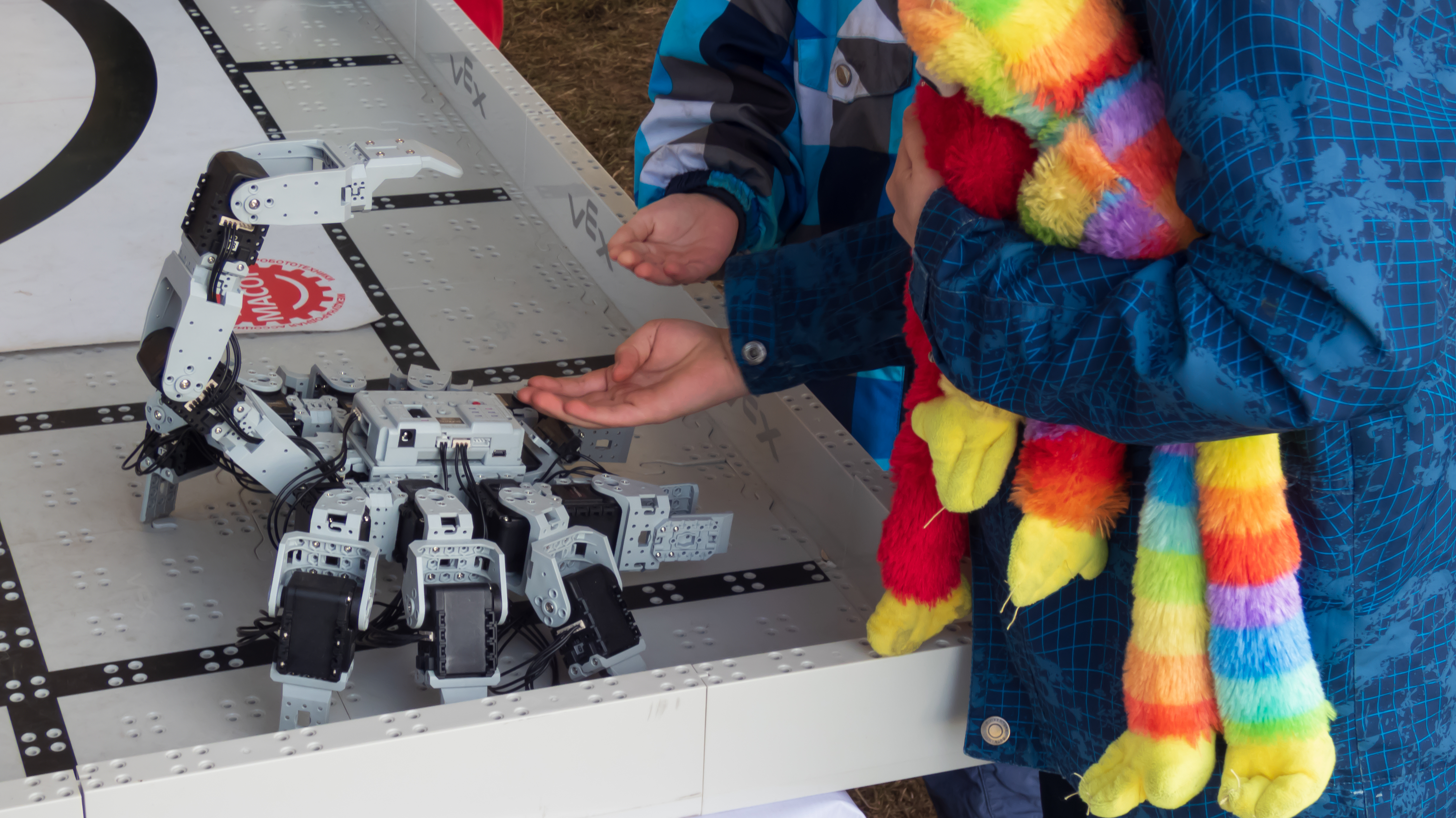
Павильон робототехники
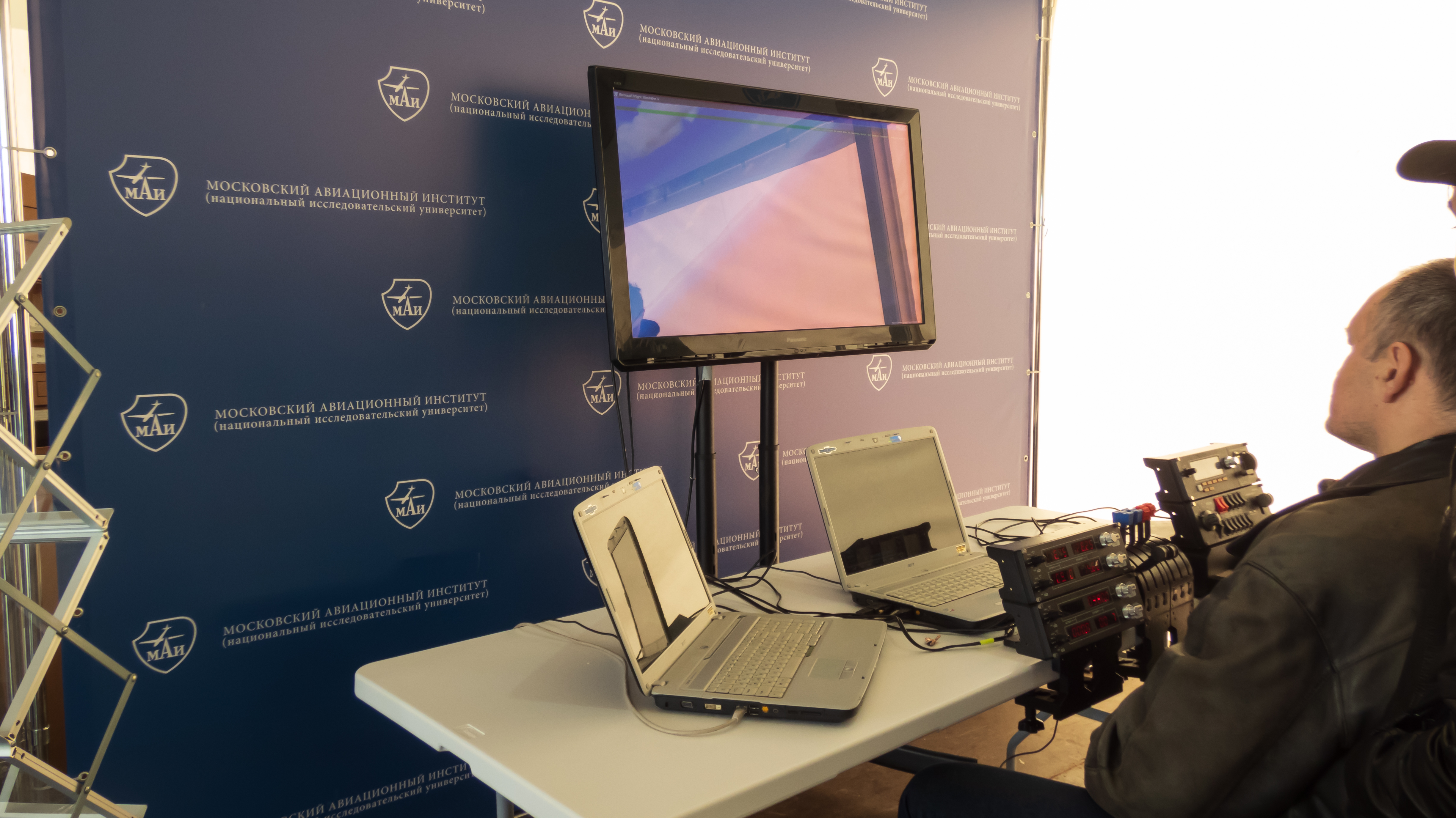
Авиатренажёр изготовления МАИ